# The Ghost of Goodnight Lane
 (juillet 2013).
Si vous disposez d'ouvrages ou d'articles de référence ou si vous connaissez des sites web de qualité traitant du thème abordé ici, merci de compléter l'article en donnant les références utiles à sa vérifiabilité et en les liant à la section « Notes et références ».
Pour plus de détails, voir Fiche technique et Distribution.
The Ghost of Goognight Lane est film d'horreur américain écrit et réalisé par Alin Bijan dont la sortie était en 2013.
Le film met en vedette Billy Zane, Lacey Chabert, Danielle Harris et Matt Dallas.

## Synopsis
Quand les salariés d'un studio de cinéma retrouvent un de leurs collègues mort, ils comprennent qu'ils sont sous la menace d'un fantôme prêt à tous les tuer.

## Distribution
- Billy Zane : Alan
- Lacey Chabert : Dani
- Danielle Harris : Chloe
- Matt Dallas : Ben
- Richard Tyson : Ron
- Brina Palencia : Micah
- Christine Bently : Laurel Mattews
- Melissa Cordero: Rio
- Jennifer Korbin : Michelle
- Erin Marie Garrett: Anchorwoman
- Lynn Andrews III : Amin
- Adam Whittington : Johnny
- Rosa Nichols : CSI Detective
- Heather Palacio : Rachael
- Ed Spila : George Evans
- Taylor Kowald : Daisy
- Taylor Tippins : Victoria Ashman
- Sophia Arias : Carly
- Alisha Revel : Jeanie
- Tina Ryker : Susan
- John Franklin : Nico
- Allyn Carrell : Thelma